# Resolutie 1070 Veiligheidsraad Verenigde Naties
Resolutie 1070 van de Veiligheidsraad van de Verenigde Naties werd op 16 augustus 1996
aangenomen door de VN-Veiligheidsraad met 13 stemmen voor en de 2 onthoudingen van China en Rusland.

## Inhoud

### Waarnemingen
De Veiligheidsraad was gealarmeerd door de moordaanslag op president Moebarak van
Egypte in Addis Abeba op 26 juni 1995 waarvan de verantwoordelijken berecht
moesten worden. Volgens de Organisatie van Afrikaanse Eenheid was die aanslag gericht tegen de stabiliteit
van heel het Afrikaanse continent. Intussen legde Soedan de vraag van de OAE om verdachten uit te
leveren naast zich neer. Dat was een bedreiging van de internationale vrede en veiligheid.

### Handelingen
De Veiligheidsraad eiste opnieuw dat Soedan aan resolutie 1044 voldeed.
Sommige landen hadden de provisies van resolutie 1054, die
Soedan sancties oplegde, voldaan en andere landen werden gevraagd hun voorbeeld te volgen.
Verder moesten alle landen vliegtuigen uit Soedan verbieden op hun grondgebied op te stijgen, te landen of het
te overvliegen. De Veiligheidsraad zou binnen de 90 dagen nog beslissen wanneer die maatregel van kracht werd
en onder welke modaliteiten, tenzij Soedan tegen dan aan de eisen voldeed. De secretaris-generaal werd gevraagd tegen 15 november over dat laatste te rapporteren.

## Verwante resoluties
- Resolutie 1044 Veiligheidsraad Verenigde Naties
- Resolutie 1054 Veiligheidsraad Verenigde Naties
- Resolutie 1372 Veiligheidsraad Verenigde Naties (2001)

Lijst ·  1036 ·  1037 ·  1038 ·  1039 ·  1040 ·  1041 ·  1042 ·  1043 ·  1044 ·  1045 ·  1046 ·  1047 ·  1048 ·  1049 ·  1050 ·  1051 ·  1052 ·  1053 ·  1054 ·  1055 ·  1056 ·  1057 ·  1058 ·  1059 ·  1060 ·  1061 ·  1062 ·  1063 ·  1064 ·  1065 ·  1066 ·  1067 ·  1068 ·  1069 ·  1070 ·  1071 ·  1072 ·  1073 ·  1074 ·  1075 ·  1076 ·  1077 ·  1078 ·  1079 ·  1080 ·  1081 ·  1082 ·  1083 ·  1084 ·  1085 ·  1086 ·  1087 ·  1088 ·  1089 ·  1090 ·  1091 ·  1092